# Pavé de Saint-Python
Der Sektor Pavé de Saint-Python ist ein 1500 Meter langer mit Kopfsteinen gepflasterter Weg, welcher bei Paris–Roubaix zwischen einer Einzelsiedlung namens Ferme de Fontaine au Tertre und Saint-Python befahren wird.

## Charakteristik
Der Sektor Pavé de Saint-Python ist mit der Schwierigkeitsstufe von 2 Sternen ausgezeichnet. Der Abschnitt ist bis zu einer Einzelsiedlung relativ flach und fällt bis zum Ende des Sektors mit einem durchschnittlichen Gefälle von circa 5 % ab.

## Geschichte
Der Sektor wurde erstmalig 1973 befahren. Der Sektor wurde während der vierten Etappe der Tour de France 2015 in umgekehrter Fahrtrichtung befahren. Einige Tage nach der Durchfahrt bei Tour de France 2015 wurde ein Gedenkstein am Beginn des Sektors zu Ehren von Édouard Delberghe enthüllt.

## Bildergalerie

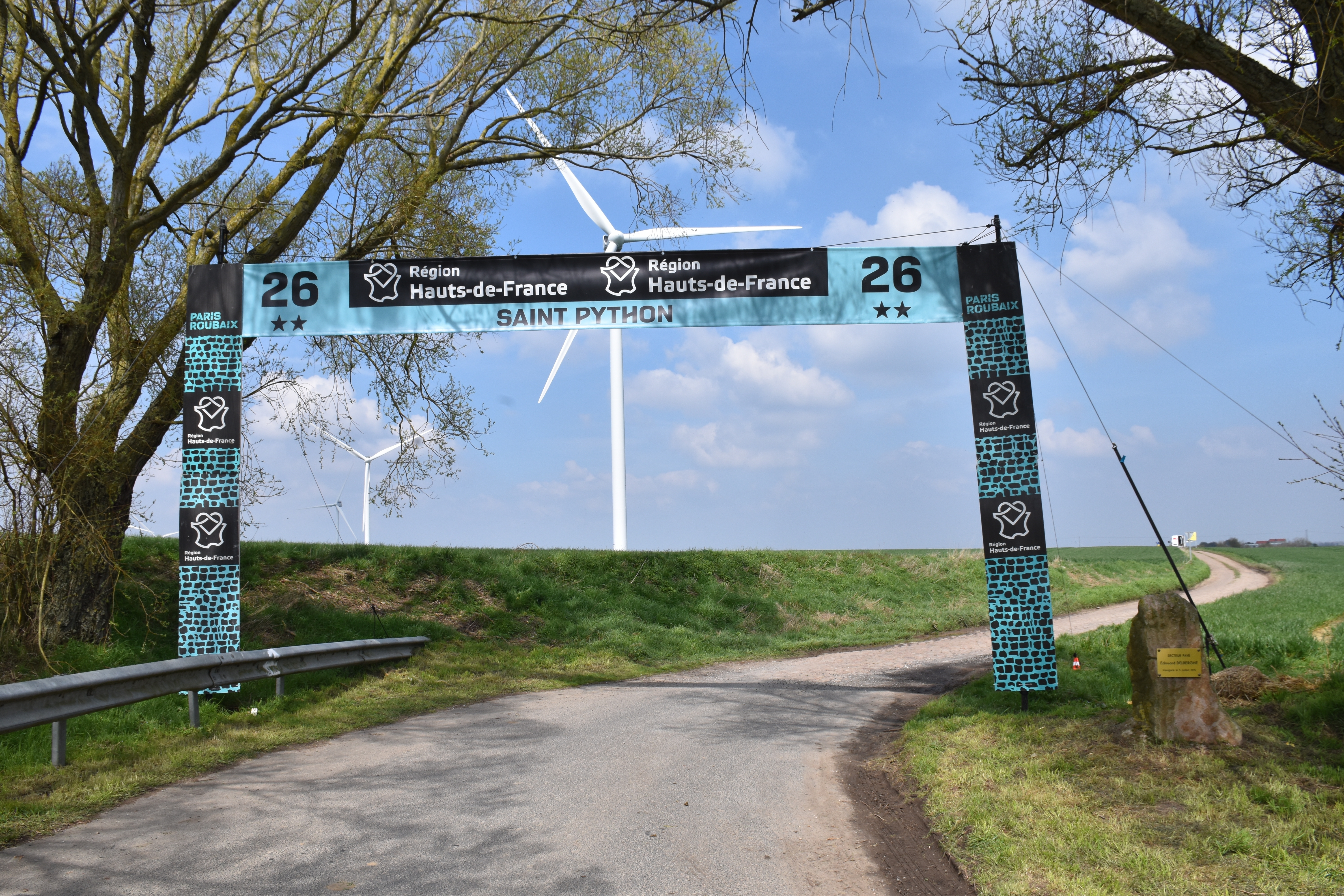
Beginn Sektor Pavé de Saint-Python
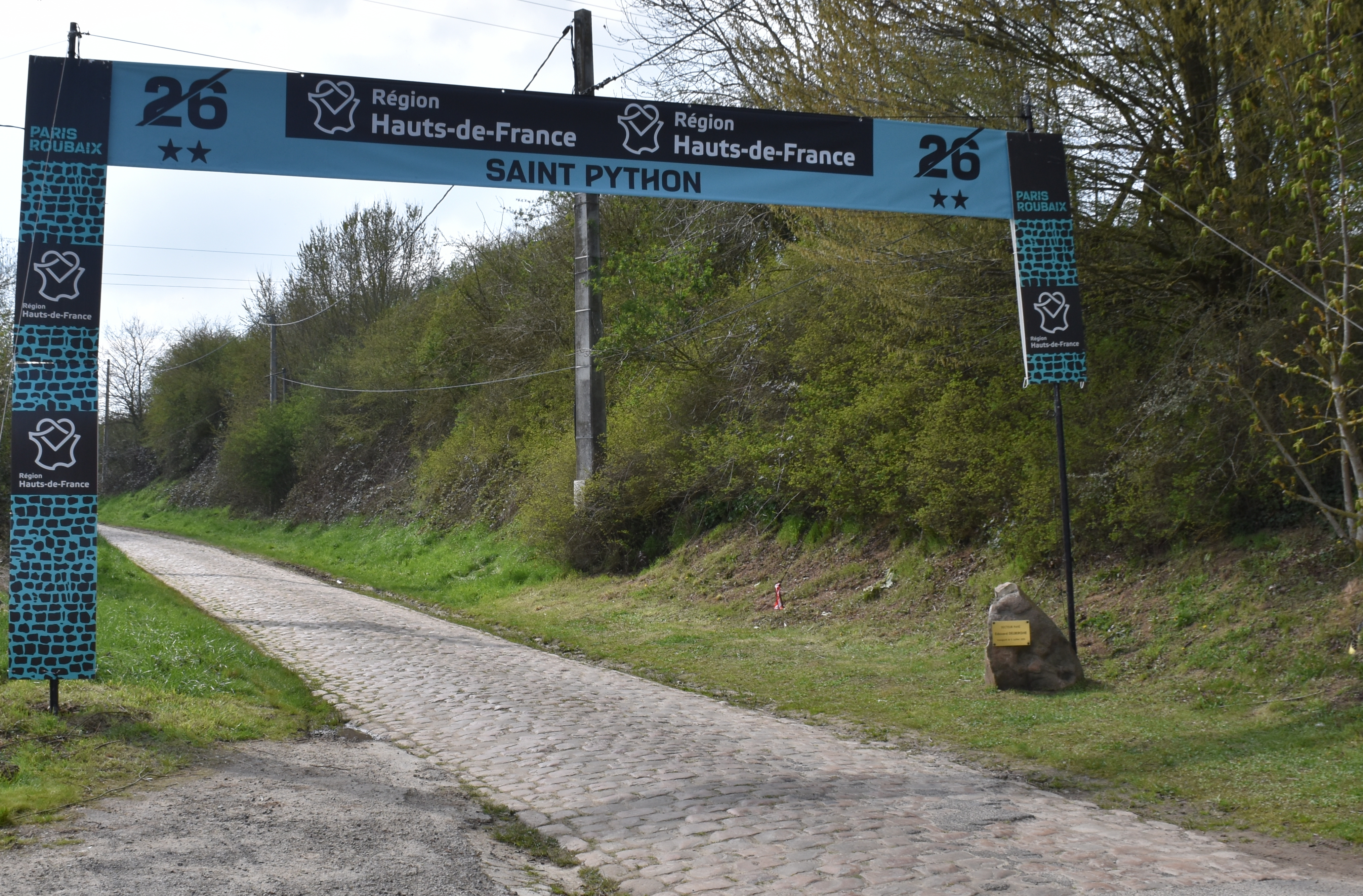
Ende Sektor Pavé de Saint-Python